# Щит-Немирович, Ян Юстиниан (1705—1767)
Ян Юстиниан Немирович-Щит (Ян Юстиниан Щит-Немирович, Ян Юстиниан Щит) (26 августа 1705 — 14 февраля 1767) — государственный деятель Речи Посполитой, каштелян инфлянтский (1754—1760), основатель костёла в Юстияново и доминиканского монастыря в Волынцах.

## Биография
Представитель литовского шляхетского рода Щитов-Немировичей герба «Ястржембец». Сын городничего полоцкого Константина Марциана Щита-Немировича (ок. 1649—1712) и Илюминаты Францкевич-Радзиминской (ум. 1715), дочери Давида Францкевича-Радзиминского и Эльжбеты Гротковской. Внук подкомория полоцкого Юстиниана Щита-Немировича (ум. 1677), племянник каштеляна смоленского Кшиштофа Бенедикта Щита-Немировича (ум. 1720), двоюродный брат каштеляна мстиславского Юзефа Щита-Немировича и судьи земского полоцкого Марцина Щита-Немировича.
В 1744 году в качестве старосты и посла полоцкого Ян Юстиниан Щит способствовал срыву гродненского сейма. Сторонник Сапег и партии Чарторыйских. В 1754 году он был назначен каштеляном инфлянтским, но в 1760 году отказался от должность в пользу Юзефа Ежи Гильзена.
Владелец ряда имений. Он проживал в Юстиянове, где он имел личный двор и надворный военный отряд, а также основал костёл и часовню. Вместе со своим старшим братом Антонием и Ежи Щитом-Забельским основал доминиканский монастырь в Волынцах.

## Семья
В 1728 году Ян Юстиниан Щит-Немирович женился на Елене Рыпинской, вдове Александра Рудомина-Дусяцкого, дочери писаря земского полоцкого Базилия Рудомина-Дусяцкого. Дети от первого брака:
- Юзеф, скончался в молодости, похоронен в Ушачах
- Дорота, жена с 1755 года хорунжего инфлянтского Яна Шадурского (ум. 1771) - племянника Яна Августа Гильзена.

В 1733 году он вторично женился на Барбаре Хоминской, вдове старосты марковского Казимира Косцелла, дочери писаря великого литовского Людвика Якуба Хоминского (ум. 1739) и Анны Козелл-Поклевской, падчерицы Леона Казимира Огинского и внучки Самуила Иеронима Коцелла. Дети от второго брака:
- Юстиниан (1740—1824), писарь скарбовый литовский.

Отчим генерала Тадеуша Коцелла.
Он скончался в 1767 году и был похоронен в доминиканском костёле в Волынцах.